# رويسة
الرويسة (باللاتينية: Garhadiolus) جنس نباتي ينتمي إلى الفصيلة النجمية ويضم ما بين نوع واحد إلى ثلاثة أنواع (حسب التصنيف) من النباتات العشبية.

## من أنواع الرويسةالأصيلةفيالوطن العربي
- الرويسة الصنارية (باللاتينية: Garhadiolus hamosus) في بلاد الشام وتركيا
- الرويسة المقنزعة (باللاتينية: Garhadiolus papposus) في بلاد الشام وتركيا والقوقاز
- الرويسة الهدينويسية (باللاتينية: Garhadiolus hedypnois) في بلاد الشام ومصر وقبرص وتركيا والقوقاز